# Pseudarchaster mozaicus
Pseudarchaster mozaicus är en sjöstjärneart som beskrevs av James Wood-Mason och Alcock 1891. Pseudarchaster mozaicus ingår i släktet Pseudarchaster och familjen Pseudarchasteridae.
Artens utbredningsområde är Tanzania. Inga underarter finns listade i Catalogue of Life.